# Álvaro Ortiz
Álvaro Ortiz Arellano (ur. 19 lutego 1978 w mieście Meksyk) – meksykański piłkarz występujący na pozycji środkowego obrońcy, reprezentant Meksyku.

## Kariera klubowa
Ortiz jest wychowankiem drużyny Club León, do której seniorskiego zespołu został włączony jako dwudziestolatek przez argentyńskiego szkoleniowca Carlosa Babingtona. W meksykańskiej Primera División zadebiutował 8 listopada 1998 w przegranym 1:5 spotkaniu z Guadalajarą, natomiast premierowego gola w najwyższej klasie rozgrywkowej strzelił 7 lutego 1999 w wygranej 3:1 konfrontacji z Pueblą. Po roku występów w Leónie, podczas którego nie odniósł większych sukcesów, przeniósł się do klubu Chivas de Guadalajara, którego barwy również reprezentował przez dwanaście miesięcy, pełniąc jednak rolę głębokiego rezerwowego. Nie mogąc wywalczyć sobie miejsca w wyjściowym składzie, w połowie 2000 roku przeniósł się do ekipy Club Necaxa z siedzibą w stołecznym mieście Meksyk. Tam grał przez półtora roku, regularnie pojawiając się na ligowych boiskach i notując udane występy.
Wiosną 2002 Ortiz przeszedł do innego zespołu ze stolicy, Club América, z którym odnosił największe osiągnięcia w swojej karierze. Już w swoim pierwszym sezonie w tej drużynie, wiosennym Verano 2002, wywalczył z ekipą prowadzoną przez Manuela Lapuente tytuł mistrza Meksyku, jednak wobec braku pewnej pozycji w pierwszym składzie, w styczniu 2003 na zasadzie wypożyczenia ponownie został zawodnikiem Club Necaxa. Po upływie sześciu miesięcy powrócił do Amériki, gdzie przez kolejny rok pełnił rolę podstawowego zawodnika zespołu. W 2004 roku zajął z nim drugie miejsce w rozgrywkach kwalifikacyjnych do Copa Libertadores – InterLidze. W rozgrywkach Clausura 2005 zanotował natomiast drugie w swojej karierze mistrzostwo kraju, jednak wówczas pozostawał już rezerwowym graczem w taktyce prowadzącego drużynę szkoleniowca Mario Carrillo.
W lipcu 2005 Ortiz został ściągnięty przez Raúla Ariasa, swojego byłego trenera z Necaxy, do klubu San Luis FC. W barwach zespołu z siedzibą w mieście San Luis Potosí występował przez dwa lata, w wiosennym sezonie Clausura 2006 jako podstawowy stoper odnosząc z nim wicemistrzostwo Meksyku, będące do dziś największym sukcesem w historii drużyny. W połowie 2007 roku podpisał umowę z klubem Deportivo Toluca, gdzie nie potrafił jednak osiągnąć mocnej pozycji w zespole i na ligowych boiskach pojawiał się sporadycznie. Po upływie dwunastu miesięcy przeniósł się do zespołu Puebla FC, w którego barwach spędził z kolei następne cztery lata, przez pewien czas pełniąc rolę kapitana ekipy. Nie potrafił jednak nawiązać do osiągnięć odnoszonych z Américą oraz San Luis i nie zanotował z nią żadnego sukcesu zarówno na arenie krajowej, jak i międzynarodowej. W lipcu 2012 został zawodnikiem innej drużyny z miasta Puebla, drugoligowego Lobos BUAP, gdzie występował przez sześć miesięcy w roli rezerwowego.
Wiosną 2013 Ortiz powrócił do najwyższej klasy rozgrywkowej, podpisując kontrakt z walczącym o utrzymanie San Luis FC, którego barwy reprezentował również kilka lat wcześniej. Tam grał przez pół roku jako rezerwowy, po czym przeniósł się do drużyny Chiapas FC z siedzibą w mieście Tuxtla Gutiérrez, której władze San Luis sprzedały swoją licencję.
| Sezon     | Klub                  | Kraj   | Rozgrywki  | Mecze | Bramki |
| --------- | --------------------- | ------ | ---------- | ----- | ------ |
| 1998/1999 | Club León             | Meksyk | Liga MX    | 17    | 1      |
| 1999/2000 | Chivas de Guadalajara | Meksyk | Liga MX    | 7     | 1      |
| 2000/2001 | Club Necaxa           | Meksyk | Liga MX    | 31    | 5      |
| 2001/2002 | Club Necaxa           | Meksyk | Liga MX    | 12    | 3      |
| 2001/2002 | Club América          | Meksyk | Liga MX    | 12    | 1      |
| 2002/2003 | Club América          | Meksyk | Liga MX    | 3     | 0      |
| 2002/2003 | Club Necaxa           | Meksyk | Liga MX    | 12    | 0      |
| 2003/2004 | Club América          | Meksyk | Liga MX    | 34    | 1      |
| 2004/2005 | Club América          | Meksyk | Liga MX    | 18    | 2      |
| 2005/2006 | San Luis FC           | Meksyk | Liga MX    | 34    | 0      |
| 2006/2007 | San Luis FC           | Meksyk | Liga MX    | 29    | 0      |
| 2007/2008 | Deportivo Toluca      | Meksyk | Liga MX    | 6     | 0      |
| 2008/2009 | Puebla FC             | Meksyk | Liga MX    | 24    | 1      |
| 2009/2010 | Puebla FC             | Meksyk | Liga MX    | 15    | 0      |
| 2010/2011 | Puebla FC             | Meksyk | Liga MX    | 21    | 1      |
| 2011/2012 | Puebla FC             | Meksyk | Liga MX    | 15    | 0      |
| 2012/2013 | Lobos BUAP            | Meksyk | Ascenso MX | 1     | 0      |
| 2012/2013 | San Luis FC           | Meksyk | Liga MX    | 5     | 0      |
| 2013/2014 | Chiapas FC            | Meksyk | Liga MX    |       |        |

## Kariera reprezentacyjna
W seniorskiej reprezentacji Meksyku Ortiz zadebiutował za kadencji selekcjonera Manuela Lapuente, 8 lutego 2000 w przegranym 1:2 meczu towarzyskim z Czechami. Kilka dni później został powołany na Złoty Puchar CONCACAF. Tam wystąpił w dwóch z trzech możliwych spotkań, z czego w jednym w wyjściowej jedenastce, a jego kadra odpadła ostatecznie z tego turnieju w ćwierćfinale. Swój bilans reprezentacyjny zamknął ostatecznie na trzech rozegranych meczach, nie zdobywając żadnego gola.